# Nowodwór (powiat Rycki)
Nowodwór is een dorp in het Poolse woiwodschap Lublin, in het district Rycki. De plaats maakt deel uit van de gemeente Nowodwór en telt 570 inwoners.